# Relatos salvajes
Relatos salvajes is een Argentijnse zwarte komedie-dramafilm uit 2014, geschreven en geregisseerd door Damián Szifrón. De film ging in première op 17 mei op het Filmfestival van Cannes.

## Verhaal
De film is opgebouwd uit zes onafhankelijke korte verhalen met eenzelfde thema van geweld en wraak.
1. Pasternak: Twee passagiers in een vliegtuig komen tot de ontdekking dat ze beiden een man kennen met de naam Pasternak. Het blijkt dat iedereen in het vliegtuig op een of andere manier gelinkt kan worden met deze man. De vlucht is eigenlijk een valstrik van Pasternak die de piloot is van het vliegtuig en het toestel laat neerstorten op het bejaardentehuis waar zijn ouders verblijven.
2. Las ratas: Een man stopt bij een wegrestaurant om te eten. De serveerster herkent hem als degene die haar familie geruïneerd heeft. Wanneer de kok dit verneemt, besluit zij rattenvergif in het eten te doen. Wanneer ook de zoon van de man van het vergiftigd voedsel wil eten, probeert de serveerster dit weg te nemen. Er ontstaat een gevecht met de man die door de kokkin doodgestoken wordt met een mes.
3. El más fuerte: Twee mannen rijden op de snelweg. Mario met een oude gammele auto, verhindert Diego, met een dure nieuwe auto, hem te passeren. Wanneer Diego hem uiteindelijk toch kan passeren, beledigt deze Mario in het voorbijrijden. Iets later krijgt Diego een platte band en haalt Mario hem in. Er ontstaat een gevecht en Mario eindigt met zijn auto in het water maar ook Diego’s auto komt in het water terecht wanneer hij Mario tracht omver te rijden. Het gevecht gaat verder in het water in Diego’s auto en tot slot ontploft de auto met beide chauffeurs er in.
4. Bombita: Simón Fisher, een sloopexpert, komt tot de ontdekking dat zijn geparkeerde auto wordt weggesleept terwijl hij een verjaardagstaart voor zijn dochter koopt. Nadat hij zijn auto teruggehaald heeft, komt hij te laat op het verjaardagsfeest van zijn dochter. Bij het betalen van zijn parkeerboete, maakt hij amok en moet hij door veiligheidsagenten weggevoerd worden. Hij wordt ontslagen wanneer zijn baas dit verneemt en zijn vrouw vraagt de echtscheiding aan en het volledig hoederecht over hun kind. Op zoek naar een nieuwe baan wordt zijn auto opnieuw weggesleept. Uit wraak laat hij de koffer vol met explosieven ontploffen.
5. La propuesta: Een rijkeluiszoon rijdt een zwangere vrouw aan met zijn vaders auto en pleegt vluchtmisdrijf. De vrouw en het ongeboren kind overlijden en de zoon vertelt zijn vader wat er is gebeurd. De vader licht zijn advocaat in en kan de tuinman voor veel geld overhalen om de schuld op zich te nemen. De openbare aanklager ontdekt de waarheid en ook deze wordt omgekocht door de advocaat, die ook extra geld vraagt om de politie om te kopen en voor een extra appartement dat de tuinman eist. De tuinman wordt gearresteerd, maar op weg naar de politieauto die hem naar het politiekantoor moet brengen, wordt hij aangevallen met een koevoet door de echtgenoot van de overleden vrouw.
6. Hasta que la muerte nos separe: Een vrouw ontdekt tijdens haar bruiloftsfeest dat haar man haar bedrogen heeft met een meisje dat ook op het feest aanwezig is. Ze ontvlucht het feest naar het dak van het hotel waar ze getroost wordt door een hotelbediende. Haar man betrapt haar terwijl ze seks heeft met de bediende. Ze keert terug naar het feest, valt het meisje aan en gooit haar tegen een spiegel. Er ontstaat een gevecht met haar schoonmoeder waarna haar vader en bruidegom moeten tussenbeide komen. De man gaat naar zijn bruid toe, kust haar, danst met haar en bedrijft de liefde met haar op de tafel naast de bruidstaart terwijl de gasten het feest verlaten.

## Rolverdeling
| Acteur             | Personage                                        |
| ------------------ | ------------------------------------------------ |
| Ricardo Darín      | Simón Fisher (episode Bombita)                   |
| Óscar Martínez     | Mauricio Pereyra Hamilton (episode La propuesta) |
| Leonardo Sbaraglia | Diego Iturralde (episode El más fuerte)          |
| Walter Donado      | Mario (episode El más fuerte)                    |
| Érica Rivas        | Romina (episode Hasta que la muerte nos separe)  |
| Rita Cortese       | kok (episode Las ratas)                          |
| Julieta Zylberberg | serveerster (episode Las ratas)                  |
| Darío Grandinetti  | Salgado (episode Pasternak)                      |
| Maria Marull       | Isabel (episode Pasternak)                       |
| Germán de Silva    | Casero (episode La propuesta)                    |
| Diego Velázquez    | Fiscal (episode La propuesta)                    |

## Prijzen en nominaties
De film won 48 prijzen en werd voor 55 andere genomineerd. Een selectie:
| Jaar | Evenement                                   | Categorie                    | Genomineerde                           | Resultaat   |
| ---- | ------------------------------------------- | ---------------------------- | -------------------------------------- | ----------- |
| 2014 | Cannes (67ste editie)                       | Gouden Palm                  | Relatos salvajes                       | Genomineerd |
| 2014 | National Board of Review USA (86ste editie) | Beste niet-Engelstalige film | Beste niet-Engelstalige film           | Gewonnen    |
| 2014 | Premio Sur (9de editie)                     | Beste film                   | Relatos salvajes                       | Gewonnen    |
| 2014 | Premio Sur (9de editie)                     | Beste regisseur              | Damián Szifron                         | Gewonnen    |
| 2014 | Premio Sur (9de editie)                     | Beste acteur                 | Ricardo Darín                          | Genomineerd |
| 2014 | Premio Sur (9de editie)                     | Beste acteur                 | Oscar Martínez                         | Gewonnen    |
| 2014 | Premio Sur (9de editie)                     | Beste acteur                 | Leonardo Sbaraglia                     | Genomineerd |
| 2014 | Premio Sur (9de editie)                     | Beste actrice                | Rita Cortese                           | Genomineerd |
| 2014 | Premio Sur (9de editie)                     | Beste actrice                | Erica Rivas                            | Gewonnen    |
| 2014 | Premio Sur (9de editie)                     | Beste mannelijke bijrol      | Germán de Silva                        | Gewonnen    |
| 2014 | Premio Sur (9de editie)                     | Beste mannelijke bijrol      | Diego Gentile                          | Genomineerd |
| 2014 | Premio Sur (9de editie)                     | Beste mannelijke bijrol      | Osmar Núñez                            | Genomineerd |
| 2014 | Premio Sur (9de editie)                     | Beste vrouwelijke bijrol     | María Onetto                           | Genomineerd |
| 2014 | Premio Sur (9de editie)                     | Beste debuterend acteur      | Walter Donado                          | Genomineerd |
| 2014 | Premio Sur (9de editie)                     | Beste debuterend acteur      | Diego Velázquez                        | Genomineerd |
| 2014 | Premio Sur (9de editie)                     | Beste origineel scenario     | Damián Szifron                         | Gewonnen    |
| 2014 | Premio Sur (9de editie)                     | Beste camerawerk             | Javier Julia                           | Gewonnen    |
| 2014 | Premio Sur (9de editie)                     | Beste montage                | Damián Szifron, Pablo Barbieri Carrera | Gewonnen    |
| 2014 | Premio Sur (9de editie)                     | Beste artdirector            | María Clara Notari                     | Genomineerd |
| 2014 | Premio Sur (9de editie)                     | Beste kostuums               | Ruth Fischerman                        | Genomineerd |
| 2014 | Premio Sur (9de editie)                     | Beste make-up                | Marisa Amenta                          | Genomineerd |
| 2014 | Premio Sur (9de editie)                     | Beste geluid                 | José Luis Díaz                         | Gewonnen    |
| 2014 | Premio Sur (9de editie)                     | Beste filmmuziek             | Gustavo Santaolalla                    | Gewonnen    |
| 2015 | Critics' Choice Award (20ste editie)        | Beste niet-Engelstalige film | Beste niet-Engelstalige film           | Genomineerd |
| 2015 | Premio Goya (29ste editie)                  | Beste film                   | Relatos salvajes                       | Genomineerd |
| 2015 | Premio Goya (29ste editie)                  | Beste regisseur              | Damián Szifrón                         | Genomineerd |
| 2015 | Premio Goya (29ste editie)                  | Beste acteur                 | Ricardo Darín                          | Genomineerd |
| 2015 | Premio Goya (29ste editie)                  | Beste origineel scenario     | Damián Szifrón                         | Genomineerd |
| 2015 | Premio Goya (29ste editie)                  | Beste Ibero-Amerikaanse film | Beste Ibero-Amerikaanse film           | Gewonnen    |
| 2015 | Premio Goya (29ste editie)                  | Beste montage                | Pablo Barbieri, Damián Szifrón         | Genomineerd |
| 2015 | Premio Goya (29ste editie)                  | Beste productiemanager       | Esther Garcia                          | Genomineerd |
| 2015 | Premio Goya (29ste editie)                  | Beste grime en haarstijl     | Marisa Amenta, Néstor Burgos           | Genomineerd |
| 2015 | Premio Goya (29ste editie)                  | Beste filmmuziek             | Gustavo Santaolalla                    | Genomineerd |
| 2015 | Satellite Award (19de editie)               | Beste niet-Engelstalige film | Beste niet-Engelstalige film           | Genomineerd |
| 2015 | Academy Award (87ste editie)                | Beste niet-Engelstalige film | Beste niet-Engelstalige film           | Genomineerd |
| 2015 | Cóndor de Plata (63ste editie)              | Beste film                   | Relatos salvajes                       | Genomineerd |
| 2015 | Cóndor de Plata (63ste editie)              | Beste regisseur              | Damián Szifrón                         | Gewonnen    |
| 2015 | Cóndor de Plata (63ste editie)              | Beste mannelijke bijrol      | Oscar Martínez                         | Gewonnen    |
| 2015 | Cóndor de Plata (63ste editie)              | Beste vrouwelijke bijrol     | Rita Cortese                           | Genomineerd |
| 2015 | Cóndor de Plata (63ste editie)              | Beste vrouwelijke bijrol     | Érica Rivas                            | Gewonnen    |
| 2015 | Cóndor de Plata (63ste editie)              | Beste debuterend acteur      | Diego Gentile                          | Gewonnen    |
| 2015 | Cóndor de Plata (63ste editie)              | Beste origineel scenario     | Damián Szifrón                         | Genomineerd |
| 2015 | Cóndor de Plata (63ste editie)              | Beste camerawerk             | Javier Juliá                           | Genomineerd |
| 2015 | Cóndor de Plata (63ste editie)              | Beste montage                | Damián Szifrón, Pablo Barbieri         | Gewonnen    |
| 2015 | Cóndor de Plata (63ste editie)              | Beste geluid                 | José Luis Díaz                         | Gewonnen    |
| 2015 | Cóndor de Plata (63ste editie)              | Beste filmmuziek             | Gustavo Santaolalla                    | Gewonnen    |